# Torre Orsaia
Torre Orsaia est une commune de la province de Salerne, dans la région Campanie, en Italie.

## Administration
| Période                                  | Période  | Identité                   | Étiquette | Qualité |
| ---------------------------------------- | -------- | -------------------------- | --------- | ------- |
| 13 juin 2004                             | En cours | Giuseppa Vairo In D'Angelo |           |         |
| Les données manquantes sont à compléter. |          |                            |           |         |

### Hameaux
Castel Ruggero, Borgo Cerreto.

### Communes limitrophes
Caselle in Pittari, Morigerati, Roccagloriosa, Rofrano, San Giovanni a Piro, Santa Marina.